# Herb powiatu zgorzeleckiego
Herb powiatu zgorzeleckiego – jeden z symboli powiatu zgorzeleckiego, ustanowiony 28 czerwca 2000.

## Wygląd i symbolika
Herb przedstawia na tarczy późnogotyckiej dwudzielnej w słup w polu lewym pięć słupów: trzy błękitne i dwa złote, w polu prawym pół czarnego orła na złotym tle (symbol Dolnego Śląska).